# Denticrytea angolincola
Denticrytea angolincola là một loài tò vò trong họ Ichneumonidae.